# Зибиц (Паншвиц-Кукау)

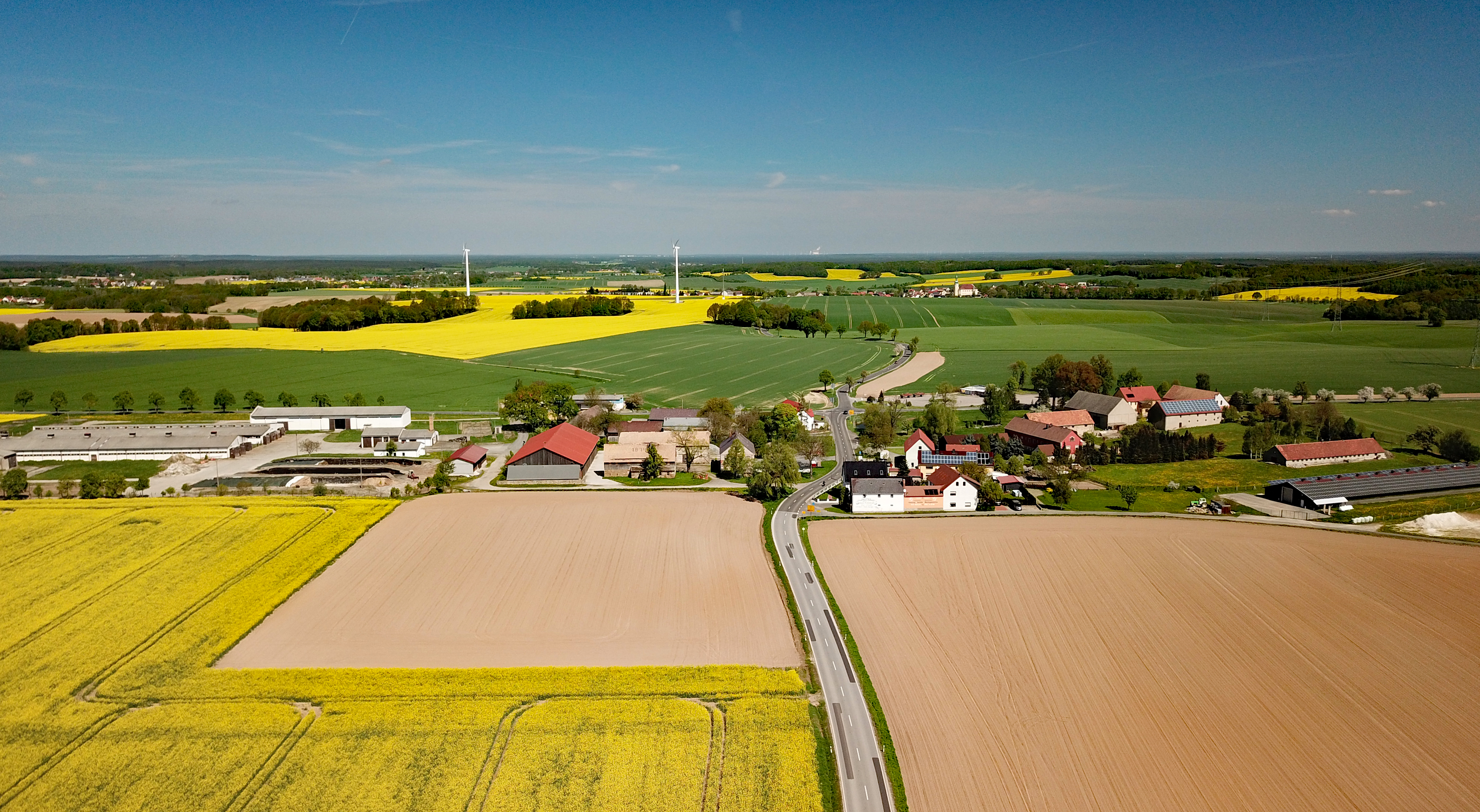

Зи́биц или Зе́йицы (нем. Siebitz; в.-луж. Zejicy) — деревня в Верхней Лужице, Германия. Входит в состав коммуны Паншвиц-Кукау района Баутцен в земле Саксония. Подчиняется административному округу Дрезден.

## География
Располагается примерно в 15 километрах северо-западнее Будишина. Деревню пересекают автомобильные дороги S100 (Баутцен — Каменц) и S101 (Ухист-ам-Таухер — Кроствиц).
Соседние населённые пункты: на севере — административный центр коммуны Кроствиц, на востоке — деревня Лейно, на юго-востоке — деревня Часецы, на юго-западе — деревня Нойхоф коммуны Буркау и на западе — деревня Свинярня.

## История
Впервые упоминается в 1351 году под наименованием Siwycz.
До 1957 года была административным центром одноимённой коммуны. С 1957 по 1974 года входила в состав коммуны Лендорф. С 1974 года входит в современную коммуну Паншвиц-Кукау.
В настоящее время деревня входит в состав культурно-территориальной автономии «Лужицкая поселенческая область», на территории которой действуют законодательные акты земель Саксонии и Бранденбурга, содействующие сохранению лужицких языков и культуры лужичан.
Исторические немецкие наименования
- Siwycz, 1351
- Petrus de Sybicz, 1376
- Sywitz, 1419
- Siebitz, 1559
- Siewicz, 1562
- Siebitz, 1681
- Siebitz b. Kamenz, 1875

Историческое серболужицкое наименование
- Zyjicy

## Население
Официальным языком в населённом пункте, помимо немецкого, является также верхнелужицкий язык.
Согласно статистическому сочинению «Dodawki k statisticy a etnografiji łužickich Serbow» Арношта Муки в 1884 году в деревне проживало 63 человека (из них 63 серболужичанина (100 %)).
Лужицкий демограф Арношт Черник в своём сочинении «Die Entwicklung der sorbischen Bevölkerung» указывает, что в 1956 году при общей численности в 72 человека серболужицкое население деревни составляло 61,1 % (из них верхнелужицким языком активно владело 34 взрослых и 10 несовершеннолетних).
| 1834 | 1871 | 1890 | 1910 | 1925 | 1939 | 1946 | 1950 | 2004 | 2010 | 2015 | 2017 |
| ---- | ---- | ---- | ---- | ---- | ---- | ---- | ---- | ---- | ---- | ---- | ---- |
| 57   | 62   | 50   | 70   | 68   | 83   | 103  | 91   | 40   | 41   | 40   | 34   |

## Достопримечательности
Памятники культуры и истории земли Саксония
- Каменный дорожный указатель, около дома 5 по Uhyster Straße, 19 век (№ 09227908).
- Каменное придорожное распятие, Uhyster Straße, 1759 год (№ 09227907).
- Каменное придорожное распятие, на дороге в сторону Чашвица, 1885 год (№ 09227911).
- Конюшня и здание бывшей усадьбы с хозяйственными постройками, Uhyster Straße 1, вторая половина 19 века (№ 09227909).

## Известные жители и уроженцы
Якуб Бук (1825—1895) — серболужицкий писатель, публицист, лингвист, фольклорист.